# Ioan Sârbu (delegat)
Ioan Sârbu (n. 19 februarie 1865, Rudăria, în prezent Comuna Eftimie Murgu, Caraș-Severin – d. 15 mai 1922, Rudăria) a fost un deputat în Marea Adunare Națională de la Alba Iulia, organismul legislativ reprezentativ al „tuturor românilor din Transilvania, Banat și Țara Ungurească”, cel care a adoptat hotărârea privind Unirea Transilvaniei cu România, la 1 decembrie 1918.

## Biografie
Ioan Sârbu a fost preot la Rudăria și a publicat în anii 1904-1907 lucrarea „Istoria lui Mihai Viteazu”, vol I/II. A participat la toate mișcările naționale, inclusiv la mișcarea memorandistă. A fost ales în Marele Sfat Român, ulterior și deputat al Almăjuli, în primul Parlament al Românie Mari.